# 第一次波拉茨克之戰
波拉次克戰役發生於1812年8月17日至18日，彼得·維特根施泰因指揮的俄羅斯軍隊在波拉次克市郊區與尼古拉·夏爾·烏迪諾率領的法巴聯軍作戰，阻止了法軍向聖彼得堡的進攻，但本身損失慘重也無力再戰。
此戰中途烏迪諾元帥受傷，被迫將指揮權交給洛朗·古維翁-聖西爾，也因這場仗的出色發揮，使得聖西爾贏得了元帥權杖。

## 註腳
1. 1 2 3 4 5 6 7  Bodart 1908，第435頁.
2. 1 2  Nafziger 1988，第146頁.
3. 1 2 3 4 5 6  Clodfelter 2008，第162頁.
4. 1 2 3 4 5 6  Nafziger 1988，第157頁.